# Baron Braybrooke

Wappen der Barone Braybrooke

Baron Braybrooke, of Braybrooke in the County of Northampton, ist ein erblicher britischer Adelstitel in der Peerage of Great Britain.
Familiensitze der Barone waren Billingbear House bei Windsor in Berkshire und Audley End House bei Saffron Walden in Essex.

## Verleihung und Geschichte des Titels
Der Titel wurde am 5. September 1788 für den ehemaligen Unterhausabgeordneten und Lord Lieutenant von Essex John Griffin, 4. Baron Howard de Walden geschaffen. Der Titel wurde mit dem besonderen Zusatz verliehen, dass er in Ermangelung männlicher Nachkommen auch an seinen Cousin dritten Grades Richard Aldworth-Neville vererbbar sei. Ihm war bereits 1784 der 1597 in der Peerage of England verliehene Titel Baron Howard de Walden zugesprochen worden. Bei seinem Tod 1797 fiel dieser Titel in Abeyance, die Baronie Braybrooke fiel gemäß dem besonderen Vermerk an Richard Aldworth-Neville als 2. Baron, der zwei Monate danach seinen Nachnamen in „Griffin“ änderte.
Robin Neville verstarb als 10. Baron ohne männliche Nachkommen, daher wurde Richard Neville der 11. Baron. Er wurde 1977 als Sohn von George Neville und Patricia Quinn geboren. Er ist ein Nachkomme von Richard Griffin, 2. Baron Braybrooke. Sein Ur-Ur-Ur-Großvater war der jüngere Sohn des 2. Baron Braybrooke, George Neville-Grenville, der der Königin Victoria als Dekan von Windsor und Ehrenkaplan diente. Er ist der Ur-Ur-Ur-Ur-Enkel von George Grenville, der von 1763 bis 1765 als britischer Premierminister fungierte.

## Liste der Barone Braybrooke (1788)
- John Griffin, 4. Baron Howard de Walden, 1. Baron Braybrooke (1719–1797)
- Richard Griffin, 2. Baron Braybrooke (1750–1825)
- Richard Griffin, 3. Baron Braybrooke (1783–1858)
- Richard Neville, 4. Baron Braybrooke (1820–1861)
- Charles Neville, 5. Baron Braybrooke (1823–1902)
- Latimer Neville, 6. Baron Braybrooke (1827–1904)
- Henry Neville, 7. Baron Braybrooke (1855–1941)
- Richard Neville, 8. Baron Braybrooke (1918–1943)
- Henry Neville, 9. Baron Braybrooke (1897–1990)
- Robin Neville, 10. Baron Braybrooke (1932–2017)
- Richard Neville, 11. Baron Braybrooke (* 1977)

Titelerbe (Heir apparent) ist der Sohn des aktuellen Titelinhabers, Hon. Edward Alfred Neville (* 2015).